# Løgumkloster Kirke, Rømø-Drømø
Løgumkloster Kirke, Rømø-Drømø er en dansk dokumentarfilm fra 1984 instrueret af Anders Born.

## Handling
Rømø er en ø fyldt med modsætninger. Det er en ferieø med al sin reklame og stor omsætning af burgere og hurtige penge. De gamle Rømø-boere kan huske øen, som den var inden turisterne kom. Filmen viser en række af kirkens detaljer kædet sammen af domorg..